# Si on chantait (chanson)
Pour les articles homonymes, voir Si on chantait (homonymie).
Singles de Julien Clerc
À chaque jour
(1972) Danse s'y
(1974)
Pistes de Liberté, Égalité, Fraternité... ou la Mort
Le Canon de la nation
(2)
Si on chantait est une chanson composée et interprétée par Julien Clerc, sur des paroles d'Étienne Roda-Gil, parue sur l'album Liberté, Égalité, Fraternité... ou la Mort en 1972. Elle sort en décembre de la même année en 45 tours.
Le 45 tours atteint la 8e place des ventes en France, et devient le 42e single le plus vendu de l'année 1972.

## Liste des titres
France 45 tours (1972)
| No | Titre          | Paroles          | Musique      | Durée |
| -- | -------------- | ---------------- | ------------ | ----- |
| 1. | Si on chantait | Étienne Roda-Gil | Julien Clerc | 3:20  |
| 2. | Le Patineur    | Étienne Roda-Gil | Julien Clerc | 2:45  |

 Pays-Bas 45 tours (1974)
| No | Titre          | Paroles          | Musique      | Durée |
| -- | -------------- | ---------------- | ------------ | ----- |
| 1. | Si on chantait | Étienne Roda-Gil | Julien Clerc | 3:20  |
| 2. | C'est la terre | Maurice Vallet   | Julien Clerc | 3:00  |

## Accueil commercial
Le 45 tours atteint la 8e place des ventes en France, et devient le 42e single le plus vendu de l'année 1972 à plus de 250 000 exemplaires. Il se classe également dans le top 10 dans les hit-parades wallon et suisse romand.
En 1974, Si on chantait se fait rééditer aux Pays-Bas, où le single atteint la 9e place dans les deux hit-parades principaux du pays, le Nederlandse Top 40 et le Daverende 30 (le précurseur du Single Top 100/Mega Top 30). C'est son troisième plus grand succès dans le pays, après Hélène et This Melody.

## Classements
| Classement (1972–74)                    | Meilleure position |
| --------------------------------------- | ------------------ |
| Belgique (Wallonie Ultratop 50 Singles) | 4                  |
| France (IFOP)                           | 8                  |
| Pays-Bas (Nederlandse Top 40)           | 9                  |
| Pays-Bas (Nationale Hitparade)          | 9                  |
| Suisse romande (RSR)                    | 7                  |

| Classement (1972) | Position |
| ----------------- | -------- |
| France (IFOP)     | 42       |

| Classement (1974)             | Position |
| ----------------------------- | -------- |
| Pays-Bas (Nederlandse Top 40) | 82       |

## Reprises et adaptations
Si on chantait a notamment été repris par :
- Conny Vandenbos, adaptation en néerlandais sous le titre Oh wat een dag, en 1974 ;
- Le grand orchestre de Paul Mauriat, en 1973 ;
- Vianney en 2018 sur le double album CD Le Concert.